# Gazelle Tech
Pour le fabricant automobile russe, voir GAZelle
Gazelle Tech est une entreprise automobile française créée en 2014 et qui a pour objectif la production de voitures électriques ultralégères en fabriquant une partie des éléments structurels des véhicules à partir de matériaux composites. 

## Histoire
Gazelle Tech est fondée en 2014 par Gaël Lavaud, docteur en mécanique et ancien ingénieur au sein du groupe Renault,.
Initialement, l'entreprise s'oriente vers la conception de véhicules thermiques ultralégers. En 2018, elle présente un prototype de SUV 5 places avec un châssis en fibres de verre et résine, ne pesant que 600 kg soit deux fois moins que le poids moyen des véhicules de même gabarit. Ce prototype annonce une réduction de la consommation d'essence de moitié par rapport aux véhicules de la même gamme.
En 2019, l'entreprise lève 1,1 million d'euros afin de financer l'homologation de ses prototypes.
L'entreprise modifie par la suite son positionnement. Conservant le châssis en fibres de verre et résine (baptisé Aerocell), la marque s'oriente vers la création de voitures électriques ultralégères et présente en 2022 un prototype de moins de 800 kg (contre 1.5 tonne pour les véhicules équivalents) disposant d'une autonomie de 180 km et se rechargeant en moins de 5 heures.
En 2022, l'entreprise présente son prototype de véhicule électrique à l'homologation proposant un début de commercialisation en 2024,. 
En 2023, cette date d'homologation est finalement repoussée à 2024 avec une commercialisation prévue en 2025. L'entreprise prévoit une centaine de sites d'assemblage en France à l'horizon 2029.
En octobre 2023, Gazelle reçoit le soutien de la secrétaire générale de la CGT Sophie Binet.
En 2024, un prototype est mis en vente 4 000 euros et le prix d'achat du modèle de série (prévu pour 2025) est annoncé aux alentours de 20 000 euros.